# Владимир Ганецовски
Владимир Ганецовски е български художник. Автор е на монументални пана, стенописи и пластики. През септември 2009 година е удостоен със званието Почетен гражданин на Враца. Дългогодишен член на ръководството на Клуба на дейците на културата.

## Биография
Владимир Ганецовски е роден на 22 юни 1939 година в село Борован, Белослатинско. Като ученик в Борованската гимназия се занимава с рисуване, музика, художествена самодейност. През 1962 година завършва специалност „Декоративно-монументална живопис“ в Националната художествена академия. От 1963 година се премества да живее в град Враца, където 15 години е учител по рисуване.
Умира на 25 септември 2002 година в град Враца. На негово име е кръстена художествената галерия в село Борован.